# Prima Krimi
Prima Krimi je kanál FTV Prima, který byl spuštěn 2. dubna 2018, na Velikonoční pondělí. Je zaměřený na nejrůznější zahraniční seriály a filmy, jako například Vraždy v Midsomeru, Sběratelé kostí, Castle na zabití, Námořní vyšetřovací služba L. A. nebo American Crime Story. Generální ředitel FTV Prima Marek Singr řekl, že si od nového kanálu slibuje větší tematickou rozmanitost kanálů skupiny. Kanál Prima Krimi ovlivnil především Prima Love, další kanál skupiny, který se začal zaměřovat více na ženské seriály a telenovely, přičemž detektivky jsou zastoupeny na Prima Krimi.
Prima Krimi vysílá celoplošně v Multiplexu 22. Program je zařazen do většiny kabelových sítí, IPTV i satelitních platforem.

## Program
- American Crime Story (American Crime Story)
- Anatomie lži (Lie to me)
- Castle na zabití (Castle)
- Barva moci (Shots Fired)
- Big Ben (Big Ben)
- Closer: Nové případy (Major Crimes)
- Jake a tlusťoch (Jake and the Fatman)
- Julie Lescautová (Julie Lescaut)
- Myšlenky zločince (Criminal Minds)
- Námořní vyšetřovací služba L. A. (NCIS: Los Angeles)
- Odpadlík (Regenade)
- Policie – New York (NYPD Blue)
- Policie v akci USA (Cops)
- Rizzoli & Isles: Vraždy na pitevně (Rizzoli & Isles)
- Sběratelé kostí (Bones)
- Sherlock Holmes: Jak prosté (Elementary)
- Siska (Siska)
- Vraždy v Midsomeru (Midsomer Murders)
- Vraždy v Oxfordu (Lewis)
- Vražedné Miami (Rosewood)